# 자니 세븐

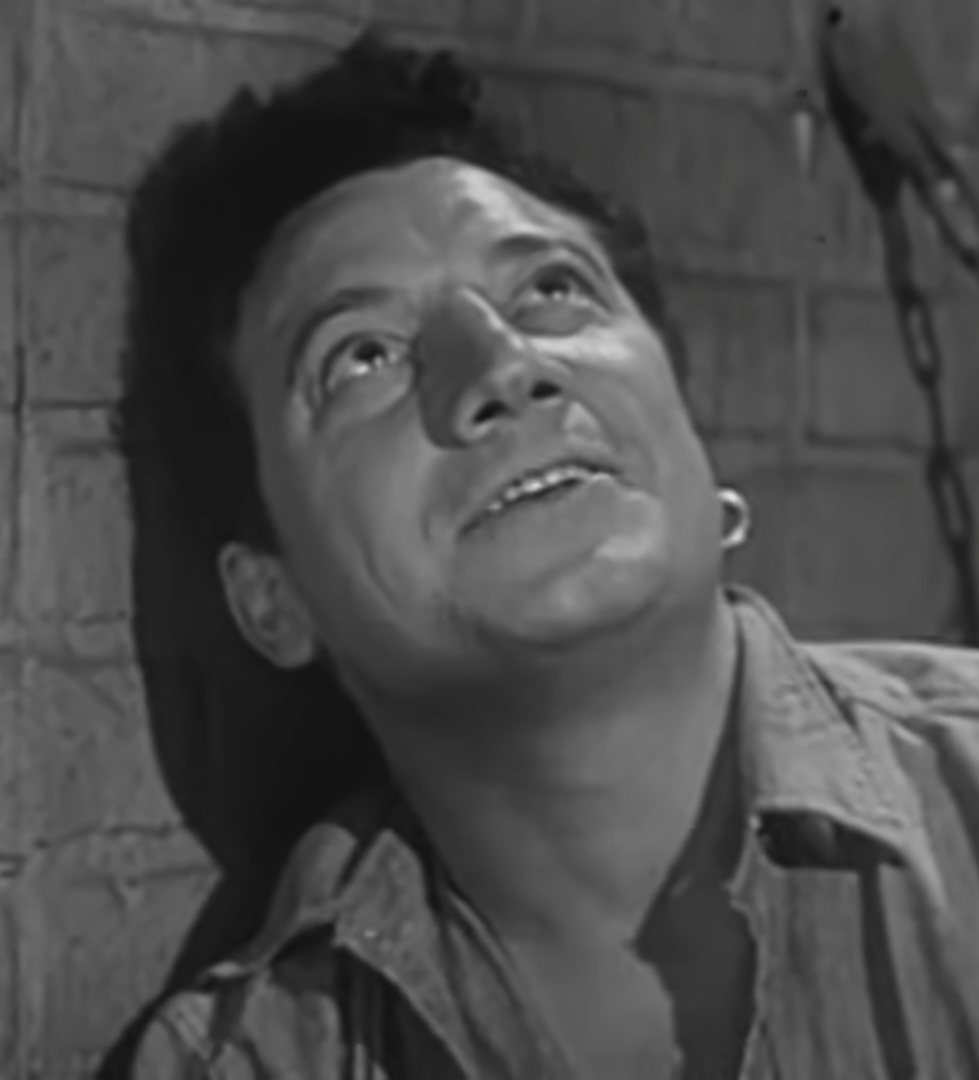

자니 세븐(Johnny Seven, 1926년 2월 23일 ~ 2010년 1월 22일)은 미국의 배우, 가수, 텔레비전 배우, 영화배우이다.
브루클린에서 태어났다.

## 영화
- 기동순찰대 (1977년)
- 여형사 페페 (1974년)
- 아이언 사이드 (1967년)
- 아빠, 전쟁에서 무슨 일이? (1966년)
- 배트맨 - 66년 TV 시리즈 (1966년)
- 아파트 열쇠를 빌려드립니다 (1960년)
- 추격 (1959년)
- 네버 스틸 애니씽 스몰 (1959년)
- 딜론 보안관 (1955년)
- 워터프론트 (1954년)